# Relaciones Nueva Zelanda-Unión Europea
Nueva Zelanda y la Unión Europea (UE) tienen relaciones sólidas y están cada vez más atentos a los problemas internacionales. Las relaciones UE-Nueva Zelanda se basan en una Declaración conjunta sobre relaciones y cooperación, acordada por primera vez en 2007. Abarca no solo las relaciones económicas, sino también las cuestiones políticas más amplias y la cooperación.
El gobierno de Nueva Zelanda mantiene una delegación en la UE en su embajada en Bruselas. Una delegación de la Unión Europea se encuentra en Wellington.

## Historia
Desde julio de 2012, Nueva Zelanda y la UE han estado en negociaciones para un primer tratado político global legalmente vinculante, que rija su relación general. Las negociaciones de este tratado, el Acuerdo de Asociación para las Relaciones y la Cooperación (PARC), han concluido y el texto se rubricó en marzo de 2015. Se prevé la firma formal en la segunda mitad de 2016. 
La primera declaración política de cooperación entre la UE y Nueva Zelanda se remonta a 1999, con la firma de la Declaración conjunta sobre las relaciones entre la Unión Europea y Nueva Zelanda.
Esto fue reemplazado en 2007 por la Declaración conjunta sobre relaciones y cooperación, una declaración política actualizada que rige y dirige la actividad entre los dos socios. La Declaración establece un programa de acción detallado para la UE y Nueva Zelanda en áreas como la seguridad mundial y regional, la lucha contra el terrorismo y los derechos humanos, el desarrollo y la cooperación económica, el comercio, el cambio climático y la ciencia y la tecnología.
La UE y Nueva Zelanda también han negociado una serie de acuerdos sectoriales diseñados para facilitar el acceso a los mercados de los demás y reducir los costos de los exportadores. Entre los ejemplos notables se incluyen acuerdos sobre normas veterinarias, servicios de transporte aéreo horizontal y reconocimiento mutuo de normas y certificación. Las consultas de altos funcionarios sobre comercio, agricultura, pesca y ciencia y tecnología se realizan cada año alternando entre Bruselas y Wellington. También se realizan consultas e intercambios de información en áreas como el cambio climático, la asistencia para el desarrollo y la ayuda humanitaria.
En octubre de 2015, durante la visita del Primer Ministro John Key a Bruselas, el presidente del Consejo de la Unión Europea, Donald Tusk, y el Presidente de la Comisión Europea, Jean-Claude Juncker, anunciaron con el Primer Ministro Key el inicio de un proceso hacia un Acuerdo de Libre Comercio entre la UE y Nueva Zelanda. Actualmente se está trabajando para preparar las negociaciones. 

## Comercio
La UE es el tercer socio comercial más grande de Nueva Zelanda, después de China y Australia, y Nueva Zelanda es el número 50 de la UE. Las exportaciones de Nueva Zelanda están dominadas por productos agrícolas, mientras que las exportaciones de la UE están dominadas por productos manufacturados. El stock de inversión extranjera directa de la UE en Nueva Zelanda es de 10.900 millones de euros y el stock de la inversión de Nueva Zelanda en la UE es de 5.600 millones de euros.
La UE y Nueva Zelanda han expresado interés en negociar un acuerdo de libre comercio entre los dos. La UE decidirá en mayo de 2018 si iniciará oficialmente las negociaciones comerciales.